# Výběrový seznam

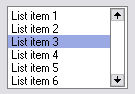
Vzhled widgetu výběrový seznam

Výběrový seznam (anglicky list box) je ovládací prvek grafického uživatelského rozhraní, který umožňuje vybrat jednu nebo více položek (možností) ze seznamu. U výběrového seznamu je na rozdíl od rozbalovacího seznamu pole seznamu již rozbaleno. To znamená, že v seznamu je vidět alespoň jednu možnost seznamu.
Volba se provádí myší, někdy i klávesnicí. Pokud je k dispozici několik možností, může uživatel stisknutím klávesy Ctrl vybrat několik možností pomocí myši (nebo najetím na vybranou možnost kurzorovými klávesami a stisknutím mezery na klávesnici). Kromě toho lze stisknutím klávesy ⇧ Shift můžete vybrat několik možností, které jsou vedle sebe.

## Zdroje dat
Seznam musí pro uživatele být nejdříve naplněn daty, musí se pro něj vytvořit seznam hodnot, které má vybírat: Číselník. Jde typicky o uspořádané seznamy párů klíč-hodnota, zpravidla seřazené, které se do zobrazení přebírají zpravidla z databáze, pak jde o překlad primárních klíčů na člověku čitelné popisy.

## HTML
Ve webových formulářích se pro zobrazení výběrového seznamu používají HTML prvky <select multiple> a <option>: 
```
<
select
 
multiple
>

  
<
option
>
List item 1
</
option
>

  
<
option
>
List item 2
</
option
>

  
<
option
>
List item 3
</
option
>

  
<
option
>
List item 4
</
option
>

  
<
option
>
List item 5
</
option
>

  
<
option
>
List item 6
</
option
>

</
select
>

```